# Stöber Antriebstechnik
Die STÖBER Antriebstechnik GmbH + Co. KG ist ein 1934 gegründetes Familienunternehmen für Antriebstechnik und Zubehör mit Sitz in Pforzheim.

## Unternehmenstyp
STÖBER Antriebstechnik ist ein mittelständisches Unternehmen mit Standorten in China, Frankreich, Großbritannien, Italien, Japan, Österreich, Ungarn, Schweden, sowie in der Schweiz, der Türkei und den USA. Der Hersteller bietet weltweit passgenaue Antriebssystemen für eine Reihe von Branchen und Anwendungsgebiete.

## Geschichte
STÖBER wurde 1934 von Paul und Wilhelm Stöber gegründet, die - unter den Namen „Verstellantrieb“ - ein drehzahlverstellbares Getriebe auf den Markt brachten. Nach der Währungsreform wurde die Produktion ab 1949 ausgeweitet. Das 25.000ste Getriebe in Serienfertigung, wurde 1960 produziert.
Die Übergabe an die zweite Generation, bestehend aus Siegfried Thiel, Ursula Thiel und Bernd Stöber, erfolgte 1982. Unter der Leitung von Bernd Stöber setzte das Unternehmen früh auf die Bedeutung der elektrischen Drehzahlverstellung und vertrieb ab 1991 auch Frequenzumrichter, Servosteller und die entsprechende Software. Aus dieser Zeit stammt auch das modulare Getriebe-Motorensystem MGS.
Zeitgleich gründete STÖBER eine Tochtergesellschaft in Maysville, Kentucky, und expandierte damit international. Weitere Produktinnovationen folgten, darunter 1993 die weltgrößte Entwicklung von hochpräzisen Planetengetrieben, die direkt mit dynamischen Servomotoren kombiniert wurden.
Von 2003 bis 2023 wurde das Unternehmen von Patrick Stöber und Andreas Thiel (den beiden Enkeln von Wilhelm Stöber), die das Produkt- und Serviceangebot in der Antriebstechnik weiter ausbauten. 
Im Jahr 2011 hatte das Unternehmen rund 700 Beschäftigte.

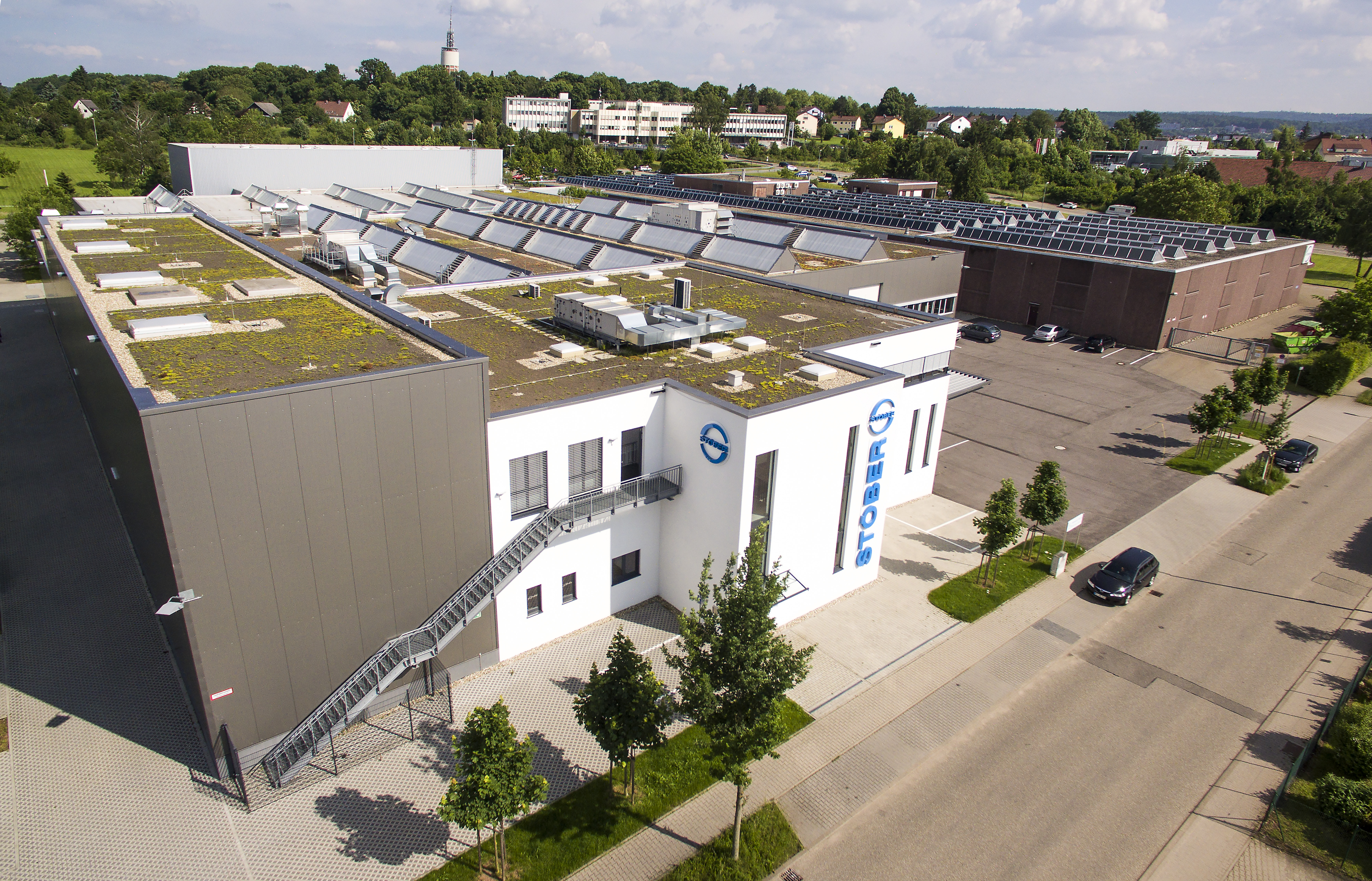
STÖBER Stammhaus in Pforzheim

2019 gründete STÖBER eine Tochtergesellschaft in Taicang, China, um auf die Herausforderungen der Digitalisierung zu reagieren und die weltweite Präsenz auszubauen.
2023 übernahm Rainer Wegener die Geschäftsführung, während Patrick Stöber und Andreas Thiel weiterhin als Gesellschafter tätig sind, sodass das Unternehmen weiterhin als Familienunternehmen, geführt wird.
Auf der Bewertungsplattform Kununu liegt die Zufriedenheit der Mitarbeitenden im für Maschinenbauunternehmen typischen Bereich. Obwohl nur 49 Prozent der Arbeitnehmer angaben, das sie mit den Gehältern zufrieden seien, lag die Weiterempfehlungstrate bei 64 Prozent innerhalb der letzten 2 Jahre (Stand: Feb. 2025).

## Produktportfolio

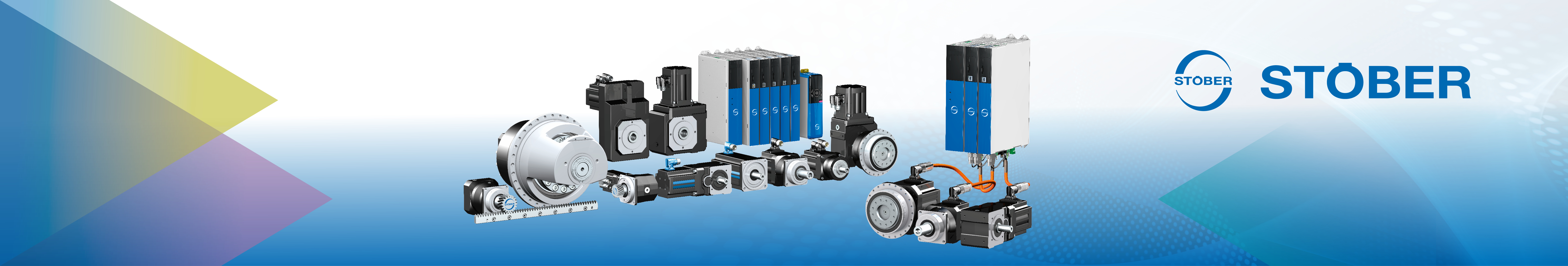
STÖBER Produktmix

Zum Angebot des Herstellers zählen Antriebsregler, sowie ergänzendes Zubehör (incl. Software), Umlaufrädergetriebe, Zahnstangenantriebe und Servomotoren.

## Auszeichnungen
- „Deutschlands Kundenchampions 2013“[4][7]
- TOP Arbeitgeber (IHK Nordschwarzwald und IG Metall)[4]